# المراقب (لعبة فيديو)
أوبزيرفر بالعربية: مُراقِب (الإنجليزية: Observer) (تكتب كـ> Observer_) هي لعبة فيديو نوع رعب نفسي تم تطويرها بواسطة بلوبير تيم ونشرها بواسطة أسباير. تم إصدارها لـ مايكروسوفت ويندوز وبلاي ستيشن 4 وإكس بوكس ون في أغسطس 2017، متبوعًا بإصدارات لـ لينكس وماك أو اس ونينتندو سويتش. النسخة المطورة والموسعة من اللعبة تسمى: سيستمز ريدوكس تم إصدارها في نوفمبر 2020 لنظام التشغيل ويندوز وإكس بوكس سيريس إكس وسيريس أس وبلاي ستيشن 5 .ألاوبزيرفر دانيال لازارسكي، المحقق المعروف باسم أوبزيرفر، والذي يمكنه اختراق عقول الناس كوسيلة للاستجواب. قام فريق مكون من حوالي ثلاثين شخصًا بتطوير اللعبة باستخدام أنريل إنجن 4. ومن النجوم راتغر هاور، الذي كان أيضًا في بليد رنر، أحد التأثيرات الأساسية. قام أركادوسز ريكوسكي بتأليف النوتة الموسيقية، ودمجها بالموسيقى
الكورالية والموسيقى المحيطة. تلقى المراقب ملاحظات إيجابية بشكل عام. أشاد النقاد بتصميم العالم والتأثيرات المرئية وتسلسل القرصنة، لكنهم انتقدوا طريقة التسلل وتركيزها على الأسلوب أكثر من الجوهر.

## اللعب
أوبزيرفر هي لعبة رعب نفسي يتم لعبها من منظور الشخص الأول. يتحكم اللاعب في دانيال لازارسكي، وهو محقق يقيم في مدينة كراكو من وحدة شرطة أوبزيرفرس. يمكنه اختراق دماغ الناس عن طريق غرس جهاز يعرف باسم دريم إيتر، لأغراض الاستجواب. مزود برؤية معززة مقسمة إلى رؤية كهرومغناطيسية - والتي تفحص الأجهزة الإلكترونية - ورؤية حيوية - التي تمسح الأدلة البيولوجية - وهو قادر على تحليل وإبراز أشياء معينة في بيئته. يمكن التفاعل مع الكائنات وفحصها، بينما يستخدم الحوار للتحدث مع شخصيات خارج اللعبة. تعد بطاقات نانوفيج، وسجلات المرضى، والسيارات التي يتم التحكم فيها عن طريق الراديو، والورود بمثابة مقتنيات. لعبة صغيرة تسمى ويز فاير اند سورد: يتم الوصول إلى العناكب من خلال محطات الكمبيوتر، والتي يمكنها أيضًا قراءة المستندات.

## ملخص
تدور أحداث أوبزيرفر في عام 2084  Obzor_observer_Kiberpankovoe_bezumie.html Обзор >observer_. Киберпанковое безумие!] «Игромания», 06.09.2017 نسخة محفوظة 23 أبريل 2019 على موقع واي باك مشين.</ref> في مدينة كراكوف (كراكو) البولندية بعد طاعون النانو، وهو «وباء رقمي» أودى بحياة الآلاف، مما أدى إلى نشوب حرب وتفشي استخدام المخدرات. بعد أن سيطرت شركة شيرون، وهي شركة عملاقة، على بولندا وتجسدت في الجمهورية البولندية الخامسة، تم وضع وحدة شرطة تُعرف باسم أوبزيرفرس للسيطرة علي المقيمين مع ترخيص لاختراق عقولهم. تم تصنيف مدمني المخدرات والهولوغرام من الفئة سي وتم طردهم للعيش في المباني السكنية.
ذات صباح، تلقى المحقق دانيال لازارسكي مكالمة هاتفية من ابنه المنفصل عنة آدم، الذي تم تتبع هوية المتصل الخاصة به إلى مبنى سكني.وتم تحديد موقع شقة آدم، دانيال يكتشف جثة فقدت رأسها. يقوم بمسح الرقاقه المزروعه كومباس ويرى مكالمة فائتة من «ه.ن.» بعد التحقق من سجل المستأجر، علم أن الأحرف الأولى تخص هيلينا نوفاك التي تعيش في شقة 104. في هذه المرحلة، تم بدء الإغلاق. في الشقة 104، وجد دانيال رجلاً محتضراً واخترق دماغه بحثًا عن أدلة. بعد إلقاء نظرة على صالون الوشم في الخارج، توجه إلى الفناء.
وعثر على هيلينا ميتة داخل الردهة؛ اختراق دماغها يكشف أنها كانت تعمل لصالح آدم، وتقوم بتهريب البيانات من شيرون. يذهب دانيال للبحث عن جاك كارناس، صاحب صالون الوشم، في الشقة رقم 210. ويجد جاك مقتولًا ويتبع أثر دماء القاتل إلى العلية، حيث تعرض لكمين وسقط فاقدًا للوعي. عندما يستعيد وعيه، يجد القاتل ميتًا ويخترق الرفات. يتابع دانيال من هناك إلى المجاري، ويصل إلى مخبأ القاتل. يقع رأس آدم المقطوع تحت غطاء على طاولة. في ذهول، يُقابل دانيال بصوت ابنه الذي يذكر مكانًا يُدعى الحرم. يجد طريقه أعمق تحت الأرض، وينتهي به المطاف عند بوابات الحرم.
داخل الحرم، التقى دانيال بآدم في عالم افتراضي وعلم أن آدم قد نقل وعيه إلى عالم رقمي على أمل أن يكون بعيدًا عن متناول شيرون. ومع ذلك، يَدعي آدم أن شيرون نشرت فيروسًا لتحطيم دفاعاته. يحاول دانيال تجاوز الإشارة التي تسببت في عملية الإغلاق يدويًا، وإطلاق سراح آدم من الشبكة الخاصة للمبنى. في المبنى المجاور، يكشف آدم أنه قتل آدم الأصلي لإرسال الفيروس من بعده وأدى إلى الإغلاق لقيادة دانيال إلى الحرم. يطلب آدم أن يتم استضافته في عقل دانيال أوبزيرفر لإنقاذ ما تبقى من ابنه؛ إذا قبل دانيال، يأخذ آدم السيطرة الكاملة عليه. إذا رفض، ينقل آدم وعي دانيال إلى طائرة بدون طيار ويسرق جسده. تمكن دانيال من سرقة جثة مالك الطائرة بدون طيار واستخدامها لمهاجمة آدم، لكنه قتل برصاص الشرطة مع رفع الإغلاق في النهاية.

## التطوير والإطلاق
في بلوبير تيم ومقره كراكوف، طور فريق عمل، تجاوز ثلاثين عضوًا في بعض الأحيان، أوبزيرفر مع أن ريل انجن 4. بحلول ديسمبر 2015، كانت اللعبة في مرحلة ما قبل الإنتاج مع وجود نصين يحملان مفهومها. بدأ التطوير بفكرة تغيير الإعدادت من العنوان السابق للاستوديو، لايرس أوف فير (طبقات من الرعب)، إلى الرؤية البائسة أو التي تحمل طابع الديستوبيا لثقافة وهندسة مجتمع أوروبا الشرقية في الثمانينيات والتسعينيات، وإضافة لذلك في اللعبة دعاية تذكرنا بالاتحاد السوفيتي. وشملت التأثيرات بليد رنر وسايبربانك 2020 والكتب المصورة. كل ذلك يستخدم حتى تتمكن اللعبة من تمييز نفسها عن السايبربانك الأمريكي والياباني. يتميز تصميم المستوى المتغير باستمرار في تسلسل القرصنة بتأثيرات معالجة تشوش الصورة. عملت أستوديوهات أتش أر زيد ثري دي على المقدمة الافتتاحية؛ ساهم فريمزهانتر برسوم متحركة إضافية. تم الكشف عن مشاركة راتغر هاور، الذي يلعب دور البطولة، في يوليو 2017: سبق لهور دور البطولة في بليد رنر. قام أركاديوس ريكوفسكي بتأليف الموسيقى التصويرية، والتي تأثرت بموسيقى أكيرا وغوست إن ذا شيل و بليد رنر. استخدم ريكوفسكي مُركِّبًا تناظريًا ليبقى مخلصًا للجو، وعمل مع الفرقة البولندية بشيقجتس لموسيقى الكورال (باستخدام كلمات قصد منها أن تكون مشؤومة وغريبة وتحتوي طقوسًا) واستخدم موسيقى ديجيتية للفنان بيسترنس ميرور مي. قدم برزيميك لاشزيك، الذي عمل معه ريكوفسكي في لعبة فيديو 2015 (خولات)، موسيقى محيطة إضافية مثل موضوع صالون الوشم.تم إصدار اللعبة لـ مايكروسوفت ويندوز وبلاي ستيشن 4 وإكس بوكس ون. في 15 أغسطس 2017، وتم إطلاقها لنظامي التشغيل ماك أو أس ولينكس في 24 أكتوبر. نشرت تيكلاند إصدارًا محدودًا في بولندا؛ أصدرت ليمتد رن غيمز إصدارًا ماديًا لجهاز بلاي ستيشن 4 في يوليو 2018. تم إصدار أوبزيرفر لـ نينتندو سويتش في 7 فبراير 2019. أوبزيرفر: تم إصدار سيستم ريدوكس، وهو إصدار يضم المزيد من محتوى القصة والمرئيات المحسّنة وطريقة اللعب، لأجهزة مايكروسوفت ويندوز وبلاي ستيشن 5 وإكس بوكس سيريس إكس في نوفمبر 2020.

## الإستقبال
| استقبال |                                                                                       |
| --- | ------------------------------------------------------------------------------------- |
| مجموع النقاط المجموع نقاط ميتاكريتيك PC: 78/100 PS4: 77/100 XONE: 86/100 NS: 75/100 PC ( System Redux ): 84/100 XSXS: 79/100 نتائج المراجعة نشرة نقاط غيم إنفورمر 9/10 غيم ريفولوشن غيم سبوت 9/10 بي سي غيمر (الولايات المتحدة) 45/100 شاك نيوز 9/10 |                                                                                       |
| مجموع النقاط |                                                                                       |
| المجموع | نقاط                                                                                  |
| ميتاكريتيك | PC: 78/100 PS4: 77/100 XONE: 86/100 NS: 75/100 PC (System Redux): 84/100 XSXS: 79/100 |
| نتائج المراجعة |                                                                                       |
| نشرة | نقاط                                                                                  |
| غيم إنفورمر | 9/10                                                                                  |
| غيم ريفولوشن | 4.5/5 stars                                                                           |
| غيم سبوت | 9/10                                                                                  |
| بي سي غيمر (الولايات المتحدة) | 45/100                                                                                |
| شاك نيوز | 9/10                                                                                  |

وفقًا لميتاكريتيك، تلقت اللعبة مراجعات إيجابية بشكل عام. كانت الوصيفة لجائزة أفضل عالم في جوائز لعبة العام 2017 من غينت بومبز، وفازت بجائزة أفضل إعداد في غيم إنفورمرز 2017 غيم أوف ذا يير. صنفتها يوروغيمر وبوليقون من بين أفضل الألعاب لعام 2017. كما تم ترشيح اللعبة لجوائز «يوز أوف ساوند، نيو أي بي» في الأكاديمية الوطنية لجوائز مراجعي تجارة ألعاب الفيديو، وفازت بجائزة أفضل لعبة عاطفية مستقلة في جوائز إيموشنال غيمز أورد 2018. كتب غافي جوالتني من غيم انفورمر: «تتميز اللعبة بالدمج مابين الخيال العلمي للسيبربنك والإرهاب»، مستشهدة بالإعداد البسيط كشيء يميزها عن القصص المستقبلية الأخرى. وأشاد بتسلسل القرصنة لكونها «مكثفة ومرعبة» ومثيرة للاهتمام. تم الإشادة باللعبة لاحتوائهاعلي الالغاز واسلوب التخويف المتسق وكشف الحبكة، والتي اعتقد جوالتني أنها تمنعها من أن تكون مملة، على الرغم من قلة القتال. وقالت بريتاني فينسينت من غيم ريفوليوشن إن اللعبة كانت «إلى حد بعيد» من بين أفضل الألعاب في العام. شعرت أن الاستكشاف كان مثيرًا وأعلنت أن الجو والتأثيرات المرئية أثناء تسلسل القرصنة كانت «بارعة». أشاد ديفيد ريفيلد من غيم سبوت بالبيئات التفصيلية ووجد أن القصة «واحدة من أكثر القصص إثارة للاهتمام» في هذا النوع منذ سنوات. وشعر بالقدرة على فتح الأبواب بوصات في ذلك الوقت زاد من الرعب. وأحب المزج بين تصميم الصوت وموسيقى ريكوفسكي، وكيف جعلت الكتابة «حتى أكثر الشخصيات عابرة» حقيقية. قالت جودي ماكريغور، التي كتبت لـ بي سي غيمز، إن لحظات معينة من «السريالية» كانت فعالة، حيث وجدت التأثيرات المرئية «صادمة حقًا» في بعض الأحيان. مطاردات القط والفأر كانت صارخة «لإضفاء الحيوية على الأحلام». اتفق كريس جارارد من شاك نيوز مع ريفيلد على أن «العالم شديد التفصيل» ترك انطباعًا. لاحظ استخدامًا «رائعًا» للتسجيل بكلتا الأذنين واعتقد أن الإيقاع كان «ممتازًا». على العكس من ذلك، انتقد جوالتني أسلوب ريتغر هيور وتسلسلات التخفي. استخف كل من فينسنت ورايفيلد بمناطق التخفي، واصفان إياها بـ «المحبطة». اشتكى ماكغريغور من أنه على الرغم من أن التأثيرات البصرية بدت «رائعة نوعًا ما»، إلا أنها فقدت جاذبيتها في النهاية؛ وبالمثل، وصفت متواليات القط والفأر «بإفراط». وشملت الشكاوى الأخرى استخدام اسلوب قفزة التخويف وأن الحبكة مخيبة للآمال. رأى جارارد الاستكشاف على أنه «مرهق ومريح إلى حد ما [كذا]».

## تعديل الفيلم
في ديسمبر 2017، تم الإعلان عن تعديل الفيلم مع شركة الإنتاج الأمريكية زيرو غرافيتي، مما أدى إلى زيادة قيمة أسهم بلوبير تيم بأكثر من 8٪.

## روابط خرجية
الموقع الرسمي